# 黑足貓
黑足貓（学名：Felis nigripes）又称小斑猫，是分佈於南非、納米比亞、博茨瓦納及津巴布韋的一種貓屬物種。其种加词“nigripes”意为“黑足的”。

## 形态
黑足貓平均重1.6公斤，是最小的貓科之一。雌貓平均重1.3公斤，雄貓重1.9公斤。體長36－52厘米，尾巴長13－20厘米，肩高25厘米。相對於身體來說，其頭部很大。毛色是肉桂色至茶色或近白色，有黑色的斑點，肩上有黑色斑紋，腳及尾巴有黑環。牠們的腳底如其名是黑色的。黑足猫在夜晚活动时有很高的伪装能力。牠們棲息在乾旱的半沙漠及大草原，如南非乾旱臺地及部份高草原，但也分散在喀拉哈里沙漠。黑足猫被学界发现是在19世纪的南非卡鲁北部，并于1824被首次被记录。牠是非洲南部大草原和稀树草原的特有种。由于其分布有限，自2002年以来已被列为世界自然保护联盟红色名录中的易危物种。因野味市场导致的偷猎加上人类对其生态的日渐侵扰，该群种目前正在减少。
自1993年以来，关于黑足猫的学术研究一直通过无线电技术远端进行。相关研究可有效直接观察到它在野外自然栖息地的行为。据研究表明，黑足猫为典型的夜行动物，日間牠們會躲在跳兔的巢內、岩石及叢林下及白蟻丘內。黑足猫在夜晚平均的移动距离为5至16公里（3.1至9.9英里），可捕食40种不同的脊椎动物为食，每一晚最多可捕杀14只小型哺乳动物或鸟类。它也可以通过坚强的跳跃能力捕捉飞行中的鸟类，也并不介意挑战比自己体型重大的哺乳动物。
雌性黑足猫的生产期通常在南半球夏季10月至3月间，最多可产两胎。幼体的断奶在两个月大，最迟可在四个月大时离开母亲独立。

## 獵食
黑足貓主要獵食細小的獵物，如齧齒目及細小的鳥類，但也會獵食白翅鴇及草兔。昆蟲及蜘蛛只佔牠們獵物少於1%。黑足貓是很怕羞的動物，會盡量躲藏，但當被圍困時就會激烈的保護自己。

## 繁殖
黑足貓每胎一般會產兩隻幼貓，有時介乎1－4隻。在南半球春天、夏天及秋天時，雌貓可以產兩胎。幼貓約於5個月大就可以獨立，但仍會在母貓的領地生活。

## 領地
1歲大的雌性黑足貓會佔有領地約10平方公里大，雄貓則佔約22平方公里。成年雄貓的領地與1－4隻雌貓的領地重疊。牠們會在夜間行8公里來覓食。牠們需要非常高的能量來生活，每晚需要250克的食物，即牠們體重的六分之一。

## 亞種
黑足貓有兩個可能亞種：
- F. n. nigripes：較為細小及淡色，分佈在南部非洲的北面。
- F. n. thomasi：較大及深色，分佈在南非的東南部。

這兩個亞種的標本是在南非中部近金伯利的地方發現。

## 保育狀況
一些學者指黑足貓在部分地区很普遍，不過大部份人都認為牠們很稀少，而世界自然保護聯盟將牠們列為易危。

## 圖庫

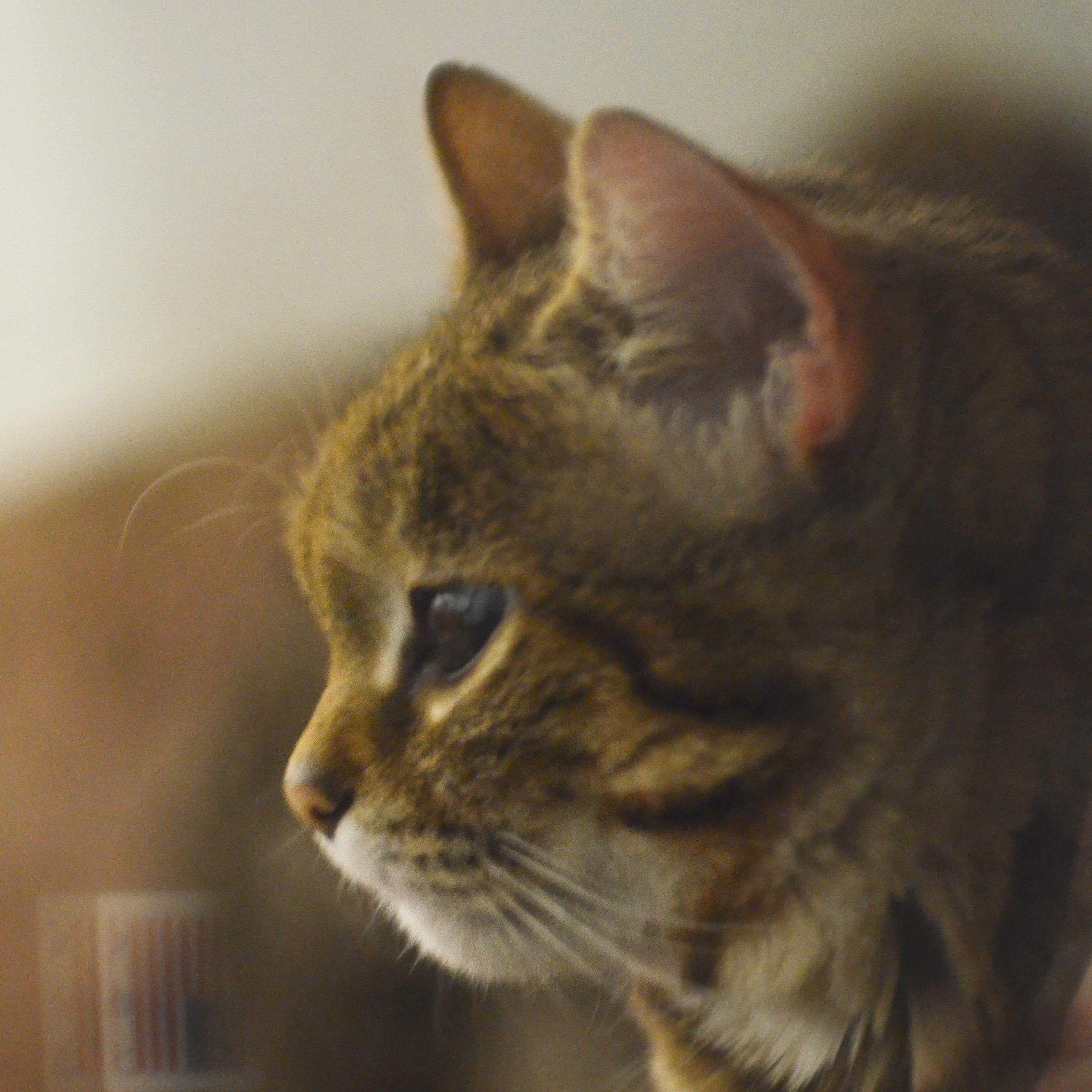
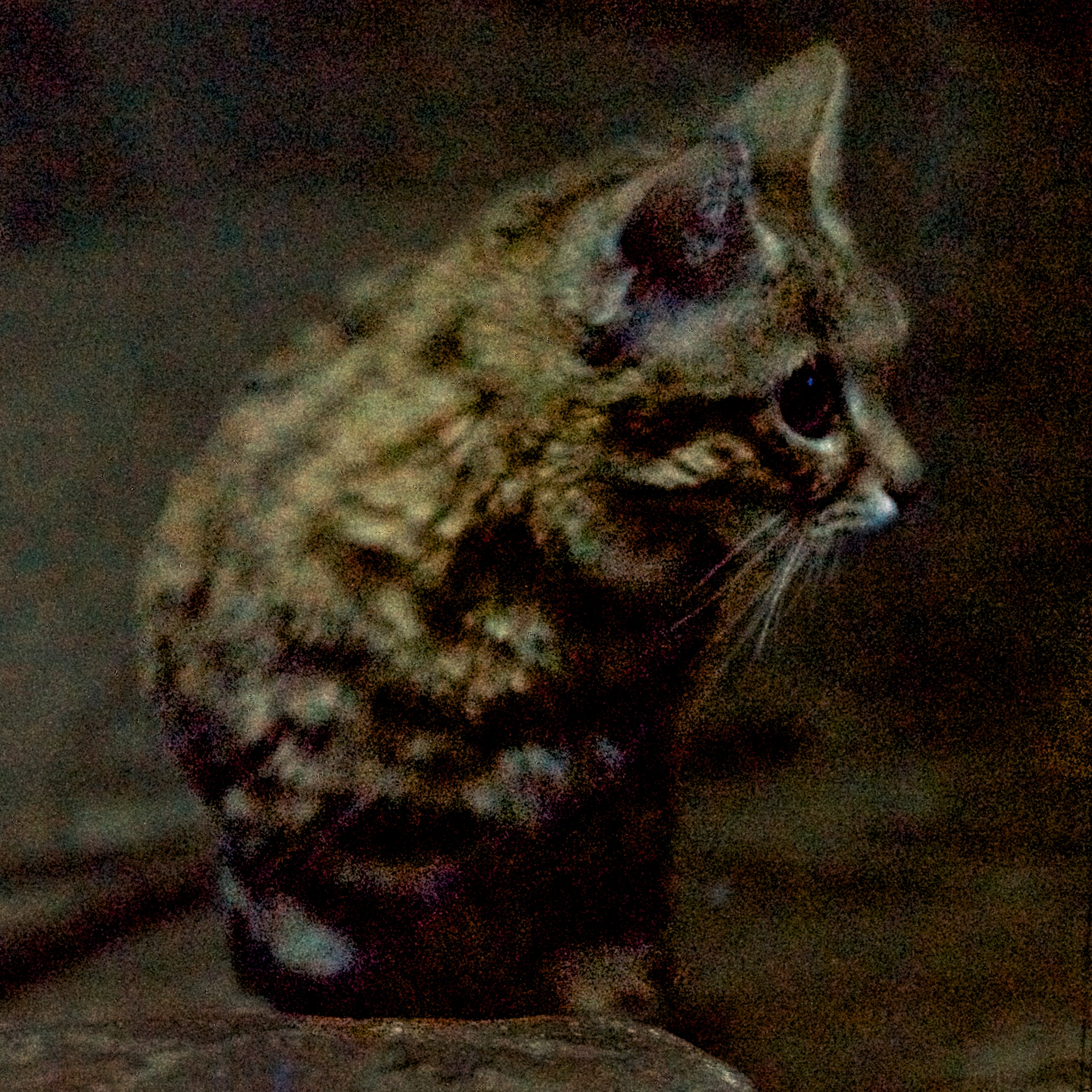
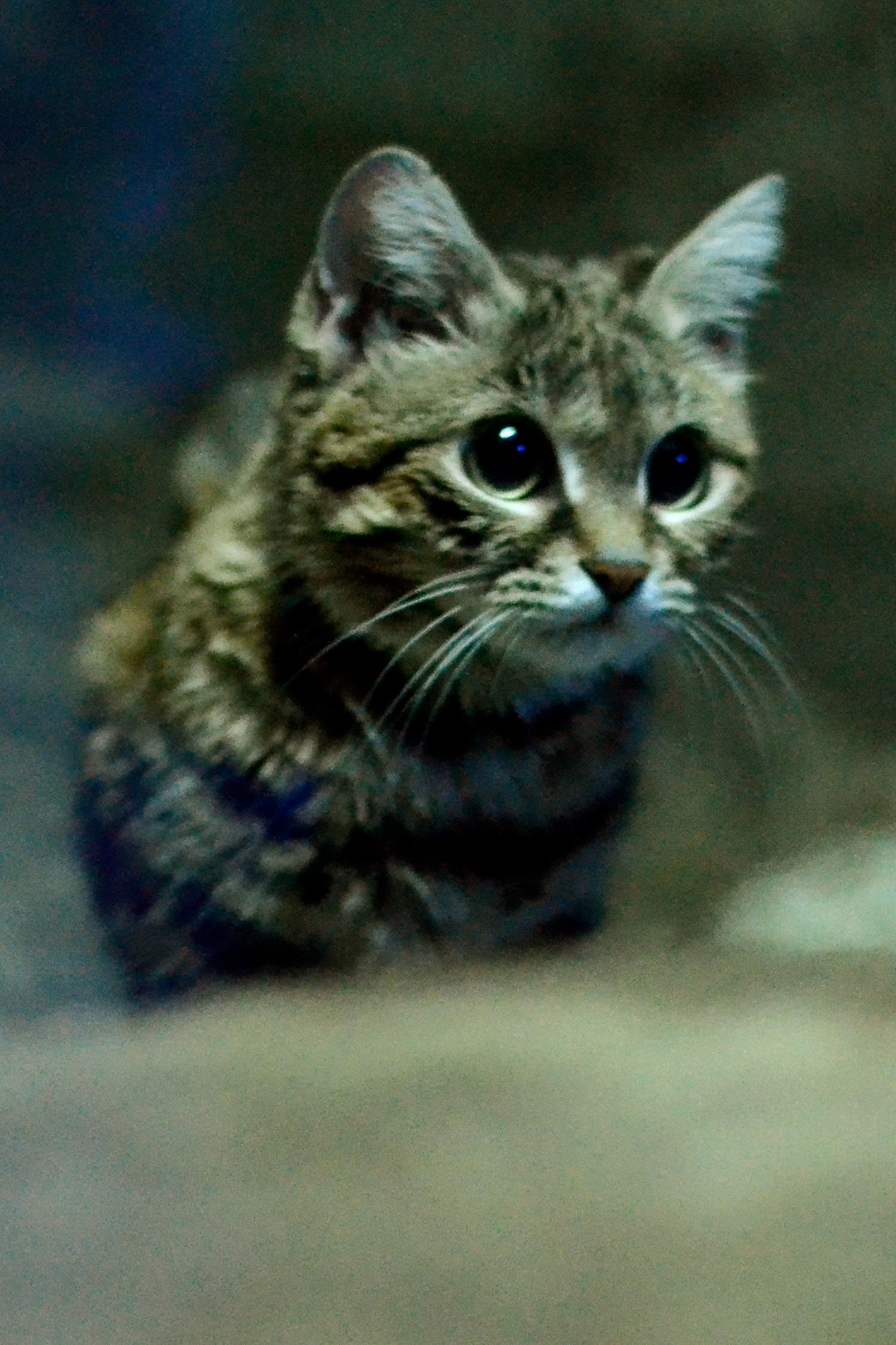
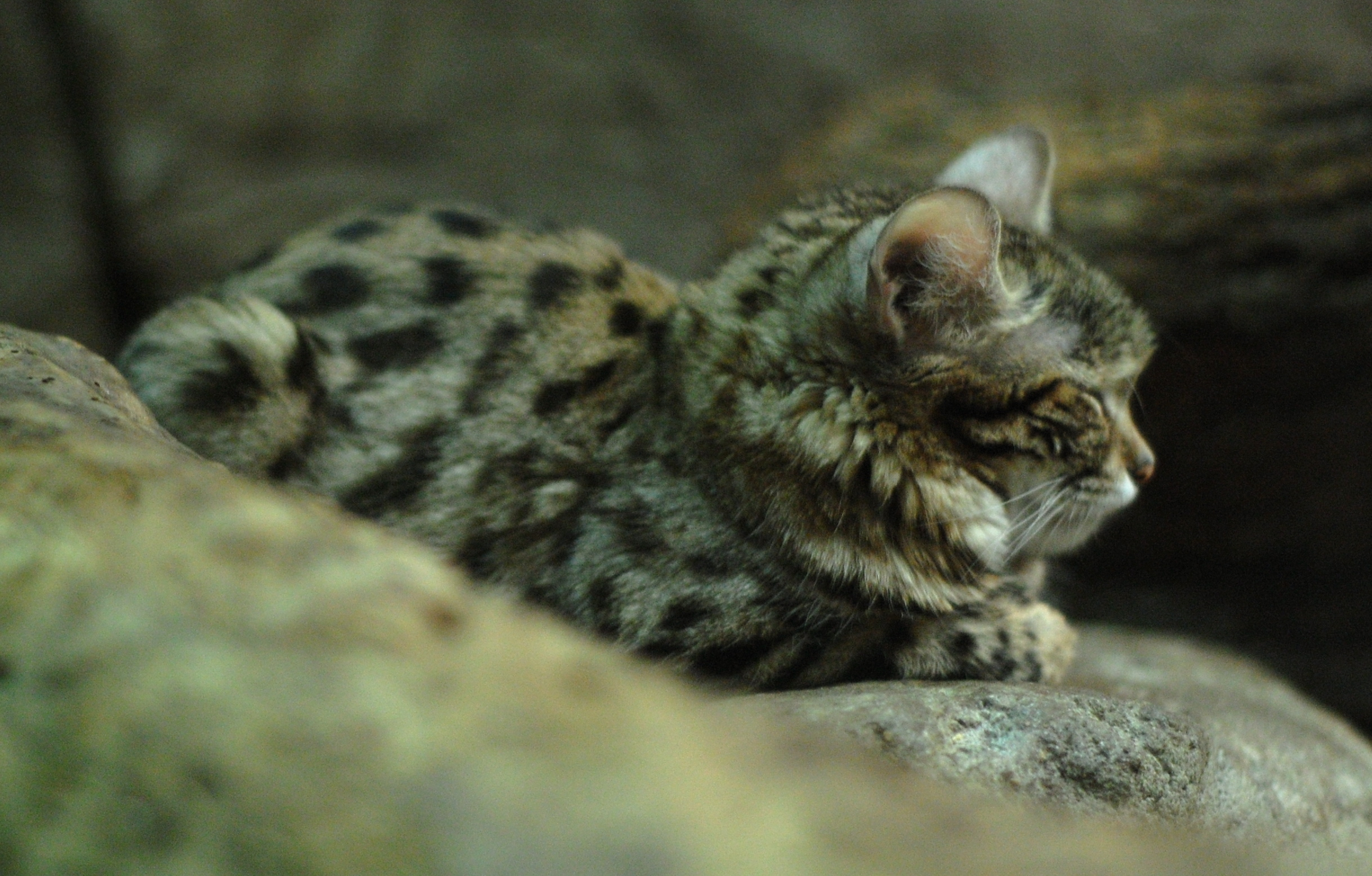

## 另見
- 斑貓
- 猞猁
- 豹貓
- 《貓戰士》

## 外部連結
- wild-cat.org （页面存档备份，存于）
- BBCArchive.today的存檔，存档日期2012-12-23
- bigcats.com
- Animal Info （页面存档备份，存于）